# Championnats d'Europe de gymnastique artistique 2015
Navigation
Édition précédente Édition suivante
Les  6es Championnats d'Europe individuels de gymnastique artistique masculine et féminine se sont déroulés à Montpellier, en France, du 15 au 19 avril 2015.

## Podiums

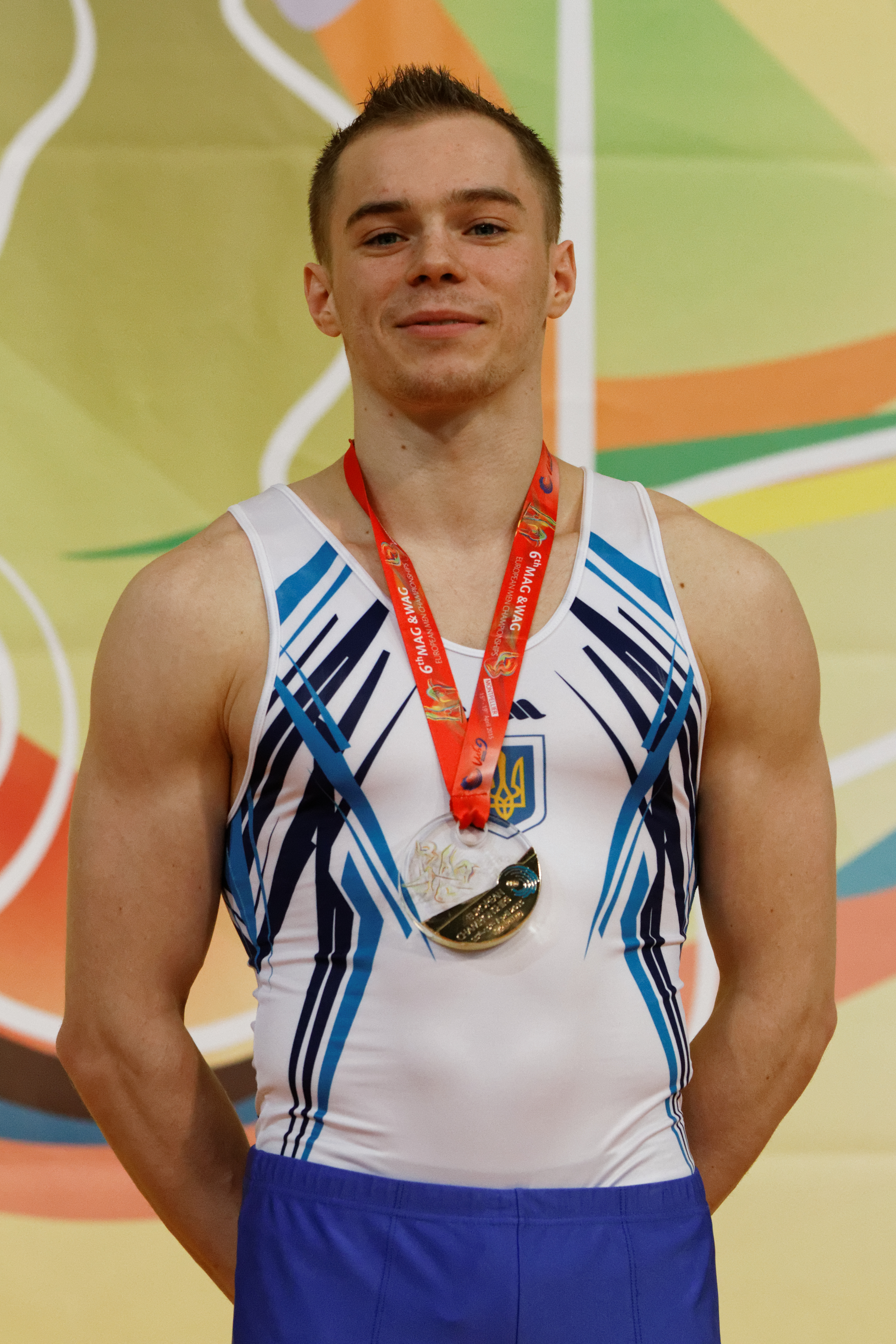
Oleh Vernyayev

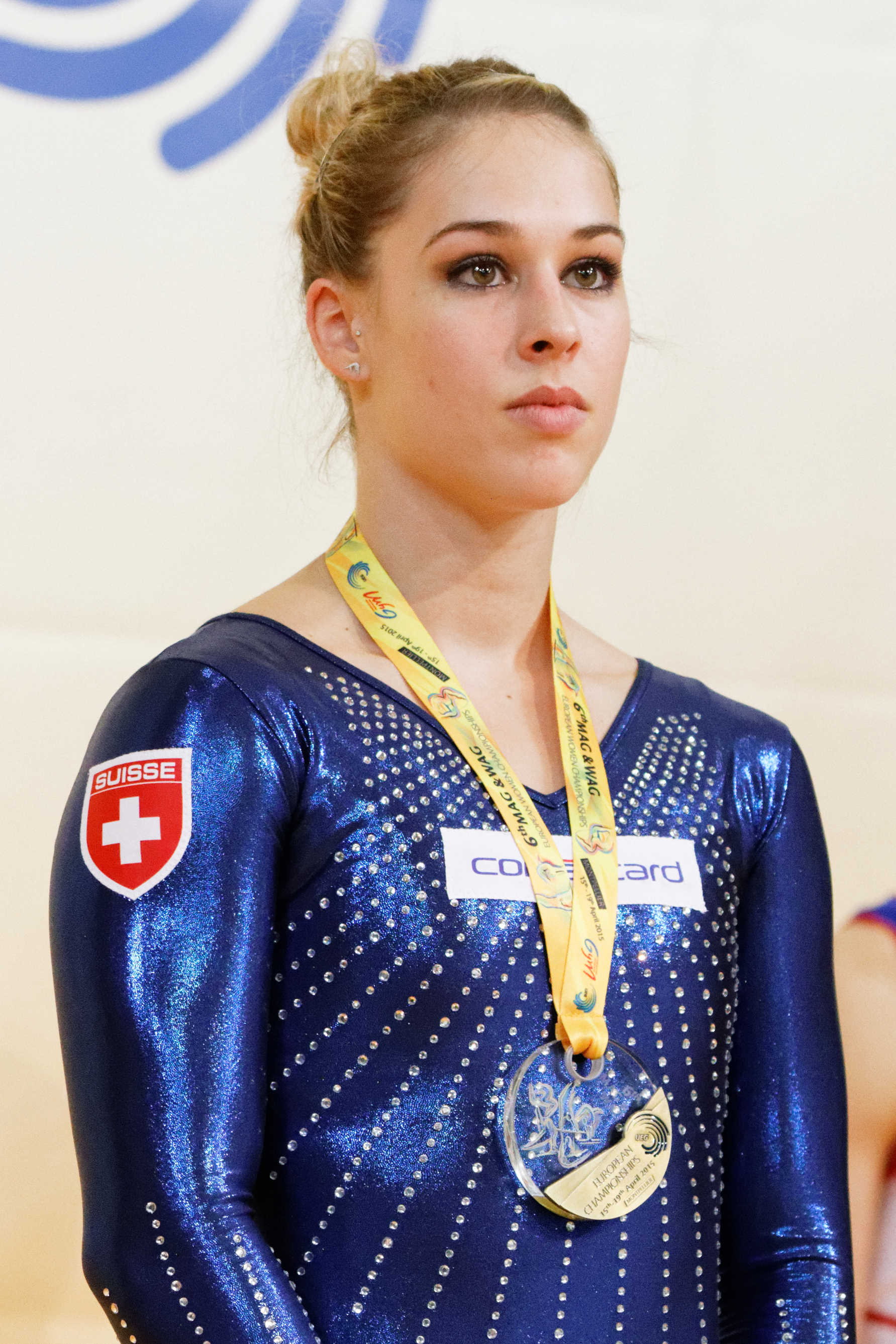
Giulia Steingruber

| Épreuves                                        | Or                     | Argent                            | Bronze             |
| ----------------------------------------------- | ---------------------- | --------------------------------- | ------------------ |
| Hommes                                          |                        |                                   |                    |
| Concours général individuel résultats détaillés | Oleh Vernyayev         | David Belyavskiy                  | Daniel Purvis      |
| Sol résultats détaillés                         | Kristian Thomas        | David Belyavskiy                  | Pablo Brägger      |
| Cheval d'arçons résultats détaillés             | Louis Smith            | Harutyum Merdinyan                | Alberto Busnari    |
| Anneaux résultats détaillés                     | Elefthérios Petroúnias | Denis Ablyazin Samir Aït Saïd     | Non attribuée      |
| Saut de cheval résultats détaillés              | Nikita Nagornyy        | Denis Ablyazin Ihor Radivilov     | Non attribuée      |
| Barres parallèles résultats détaillés           | Oleh Vernyayev         | Christian Baumann Marius Berbecar | Non attribuée      |
| Barre fixe résultats détaillés                  | Marijo Možnik          | Sam Oldham                        | Vlásios Máras      |
| Femmes                                          |                        |                                   |                    |
| Concours général individuel résultats détaillés | Giulia Steingruber     | Maria Kharenkova                  | Ellie Downie       |
| Saut de cheval résultats détaillés              | Maria Paseka           | Giulia Steingruber                | Ksenia Afanasyeva  |
| Barres asymétriques résultats détaillés         | Daria Spiridonova      | Becky Downie                      | Sanne Wevers       |
| Poutre résultats détaillés                      | Andreea Munteanu       | Becky Downie                      | Claire Martin      |
| Sol résultats détaillés                         | Ksenia Afanasyeva      | Claudia Fragapane                 | Giulia Steingruber |

## Résultats détaillés

### Hommes

#### Concours général individuel
| Rang               | Gymnaste            | Pays        | Sol    | Cheval d'arçon | Anneaux | Saut   | Barres parallèles | Barre fixe | Total  |
| ------------------ | ------------------- | ----------- | ------ | -------------- | ------- | ------ | ----------------- | ---------- | ------ |
| Médaille d'or      | Oleh Vernyayev      | Ukraine     | 14.400 | 15.000         | 15.233  | 14.933 | 16.116            | 13.900     | 89.582 |
| Médaille d'argent  | David Belyavskiy    | Russie      | 14.900 | 13.566         | 14.533  | 15.100 | 15.566            | 14.466     | 88.131 |
| Médaille de bronze | Daniel Purvis       | Royaume-Uni | 14.933 | 14.566         | 14.433  | 14.691 | 15.000            | 13.800     | 87.423 |
| 4                  | Artur Davtyan       | Arménie     | 14.141 | 14.483         | 14.566  | 15.133 | 14.541            | 13.500     | 86.364 |
| 5                  | Oleq Stepko         | Azerbaïdjan | 14.500 | 14.600         | 13.858  | 14.600 | 15.166            | 13.500     | 86.224 |
| 6                  | Sam Oldham          | Royaume-Uni | 14.766 | 14.666         | 13.966  | 14.566 | 13.433            | 14.791     | 86.188 |
| 7                  | Dzmitry Barkalau    | Biélorussie | 13.633 | 13.891         | 14.100  | 14.433 | 14.366            | 14.533     | 84.956 |
| 8                  | Christian Baumann   | Suisse      | 14.266 | 13.866         | 14.066  | 13.958 | 14.933            | 13.866     | 84.955 |
| 9                  | Petro Pakhnyuk      | Azerbaïdjan | 14.100 | 14.600         | 13.841  | 14.200 | 14.533            | 13.633     | 84.840 |
| 10                 | Claudio Capelli     | Suisse      | 15.066 | 13.133         | 13.700  | 14.421 | 14.966            | 12.500     | 84.606 |
| 11                 | Nikolai Kuksenkov   | Russie      | 13.500 | 13.633         | 14.666  | 14.366 | 13.233            | 14.566     | 83.964 |
| 12                 | Nikolaos Iliopoulos | Grèce       | 13.900 | 13.966         | 13.466  | 14.300 | 14.566            | 13.733     | 83.931 |
| 13                 | Stian Skjerahaug    | Norvège     | 14.200 | 14.300         | 13.108  | 14.466 | 14.100            | 13.433     | 83.607 |
| 14                 | Rokas Guscinas      | Lituanie    | 13.966 | 14.766         | 13.825  | 13.933 | 14.016            | 12.400     | 82.906 |
| 15                 | Mykyta Yermak       | Ukraine     | 14.200 | 13.966         | 13.166  | 14.066 | 14.533            | 12.966     | 82.897 |
| 16                 | Ludovico Edalli     | Italie      | 12.066 | 13.866         | 13.333  | 14.333 | 14.533            | 13.733     | 81.864 |
| 17                 | Karl Oskar Kirmes   | Finlande    | 14.300 | 12.833         | 13.833  | 13.900 | 13.466            | 13.300     | 81.632 |
| 18                 | Alberto Tallón      | Espagne     | 14.666 | 12.300         | 13.958  | 14.533 | 13.133            | 13.033     | 81.623 |
| 19                 | Mários Georgíou     | Chypre      | 13.925 | 13.900         | 13.033  | 14.300 | 12.933            | 13.500     | 81.591 |
| 20                 | Axel Augis          | France      | 14.266 | 12.366         | 13.133  | 13.333 | 14.716            | 13.500     | 81.314 |
| 21                 | Maxime Gentges      | Belgique    | 14.066 | 14.408         | 13.500  | 13.000 | 13.900            | 12.300     | 81.174 |
| 22                 | Artem Dolgopyat     | Israël      | 14.600 | 12.700         | 12.133  | 14.333 | 13.066            | 13.333     | 80.165 |
| 23                 | Tomas Kuzmickas     | Lituanie    | 14.233 | 11.400         | 13.066  | 14.200 | 13.433            | 13.366     | 79.698 |
| 24                 | Ferhat Arıcan       | Turquie     | 12.300 | 12.708         | 11.950  | 14.766 | 13.366            | 13.266     | 78.356 |

#### Sol

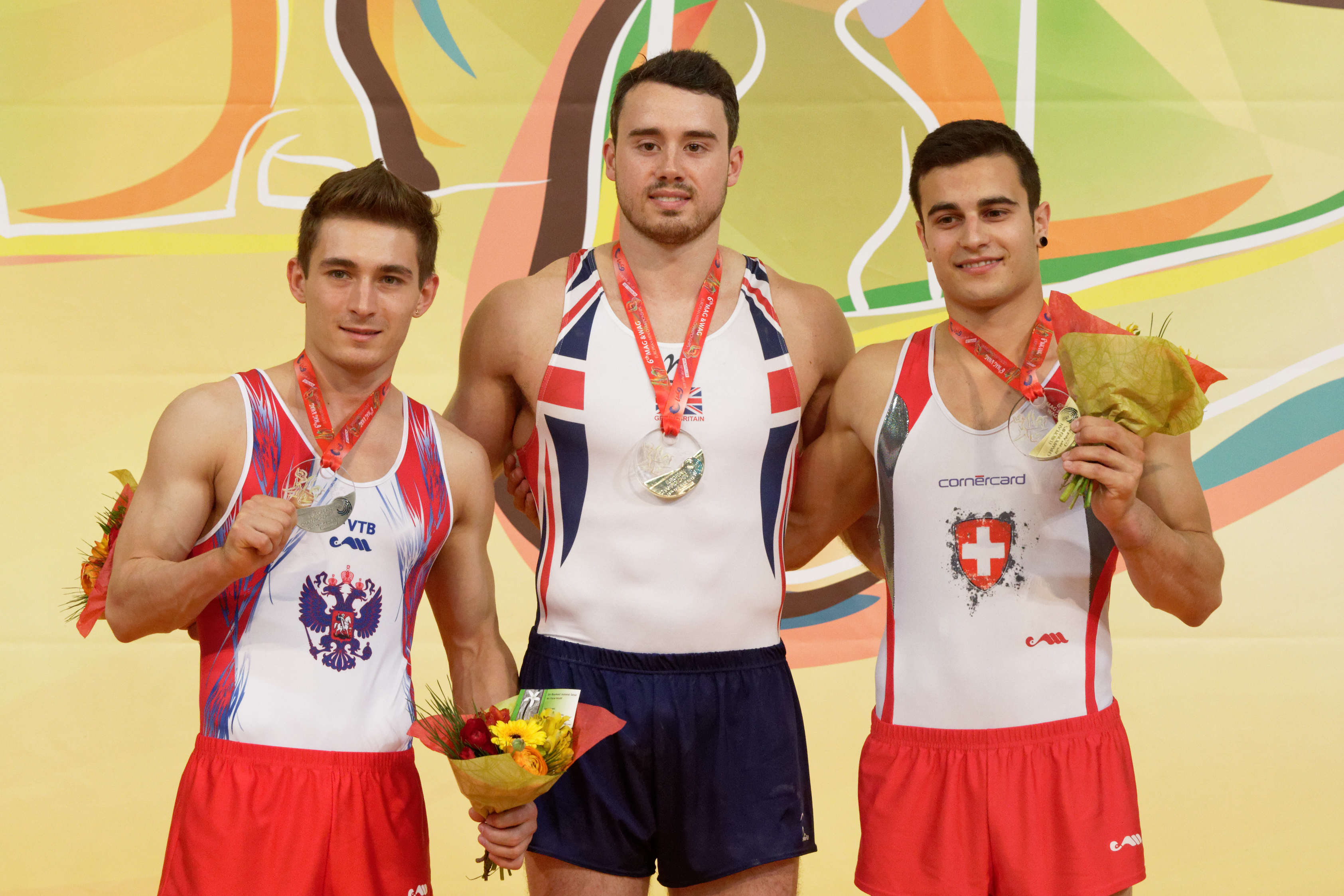
Médaillés au sol.

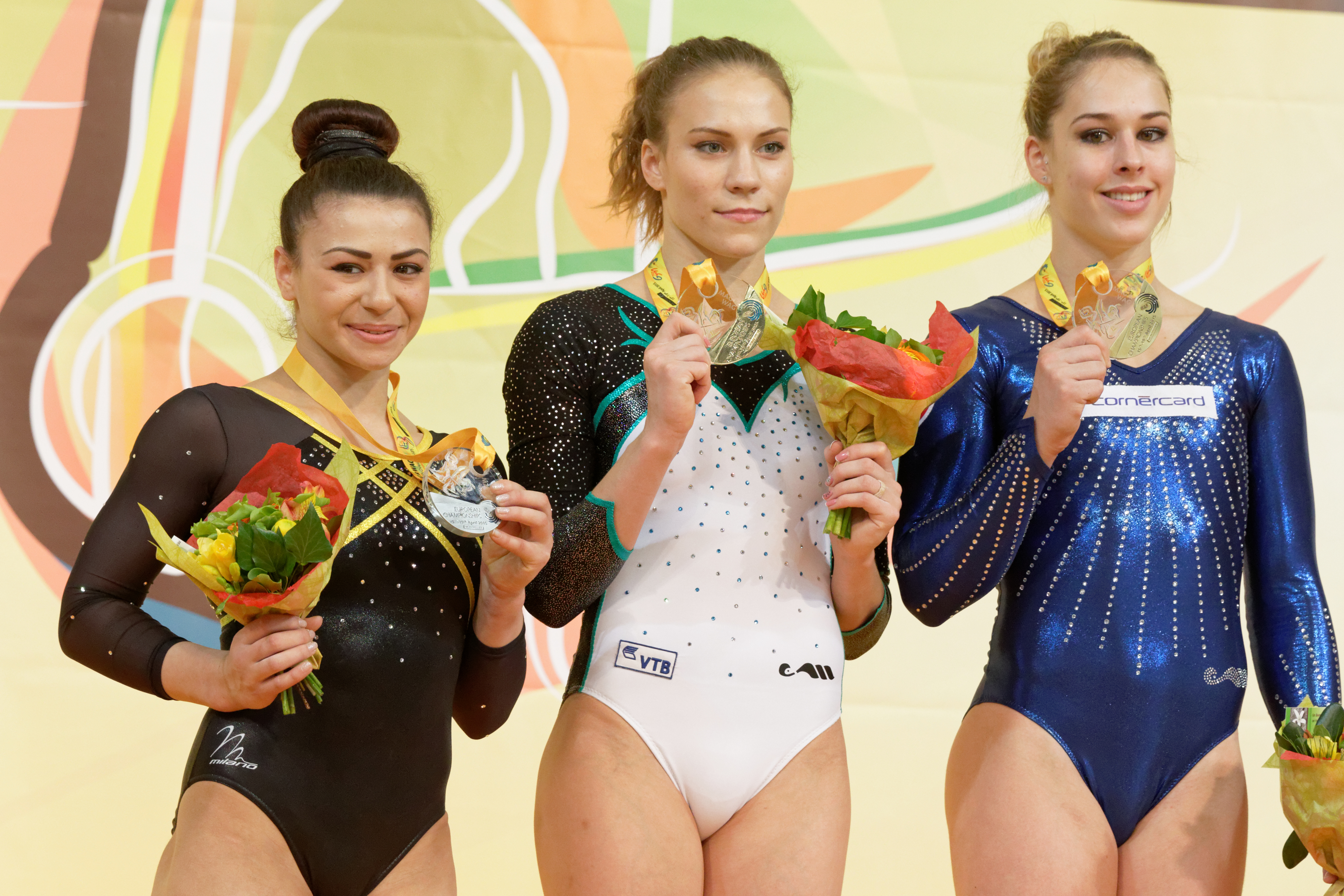
Podium

| Rang               | Gymnaste           | Pays        | Score D | Score E | Pén. | Total  |
| ------------------ | ------------------ | ----------- | ------- | ------- | ---- | ------ |
| Médaille d'or      | Kristian Thomas    | Royaume-Uni | 6.2     | 8.966   |      | 15.166 |
| Médaille d'argent  | David Belyavskiy   | Russie      | 6.6     | 8.466   |      | 15.066 |
| Médaille de bronze | Pablo Brägger      | Suisse      | 6.5     | 8.541   | 0.1  | 14.941 |
| 4                  | Alexander Shatilov | Israël      | 6.5     | 8.433   |      | 14.933 |
| 5                  | Rayderley Zapata   | Espagne     | 6.7     | 8.300   | 0.1  | 14.900 |
| 6                  | Bart Deurloo       | Pays-Bas    | 6.5     | 8.366   |      | 14.866 |
| 7                  | Tomislav Marković  | Croatie     | 6.3     | 7.433   |      | 13.733 |
| 8                  | Andrej Korosteljev | Croatie     | 6.4     | 6.333   | 0.3  | 12.433 |

#### Cheval d'arçons
| Rang               | Gymnaste           | Pays        | Score D | Score E | Pén. | Total  |
| ------------------ | ------------------ | ----------- | ------- | ------- | ---- | ------ |
| Médaille d'or      | Louis Smith        | Royaume-Uni | 6.9     | 8.900   |      | 15.800 |
| Médaille d'argent  | Harutyum Merdinyan | Arménie     | 6.7     | 8.633   |      | 15.333 |
| Médaille de bronze | Alberto Busnari    | Italie      | 6.8     | 8.400   |      | 15.200 |
| 4                  | Robert Seligman    | Croatie     | 6.3     | 8.700   |      | 15.000 |
| 5                  | Vid Hidvegi        | Hongrie     | 6.6     | 8.300   |      | 14.900 |
| 6                  | Oleq Stepko        | Azerbaïdjan | 6.5     | 8.166   |      | 14.666 |
| 7                  | Dmitrijs Trefilovs | Lettonie    | 6.3     | 7.808   |      | 14.108 |
| 8                  | Matvei Petrov      | Russie      | 6.1     | 6.933   |      | 13.033 |

#### Anneaux
| Rang              | Gymnaste               | Pays        | Score D | Score E | Pén. | Total  |
| ----------------- | ---------------------- | ----------- | ------- | ------- | ---- | ------ |
| Médaille d'or     | Elefthérios Petroúnias | Grèce       | 6.8     | 9.066   |      | 15.866 |
| Médaille d'argent | Samir Aït Saïd         | France      | 6.8     | 8.766   |      | 15.566 |
| Médaille d'argent | Denis Ablyazin         | Russie      | 6.8     | 8.766   |      | 15.566 |
| 4                 | Yuri van Gelder        | Pays-Bas    | 6.8     | 8.733   |      | 15.533 |
| 5                 | Vahagn Davtyan         | Arménie     | 6.6     | 8.733   |      | 15.333 |
| 6                 | Artur Tovmasyan        | Arménie     | 6.7     | 8.600   |      | 15.300 |
| 6                 | Matteo Morandi         | Italie      | 6.7     | 8.600   |      | 15.300 |
| 8                 | Courtney Tulloch       | Royaume-Uni | 6.7     | 8.533   |      | 15.233 |

#### Saut de cheval

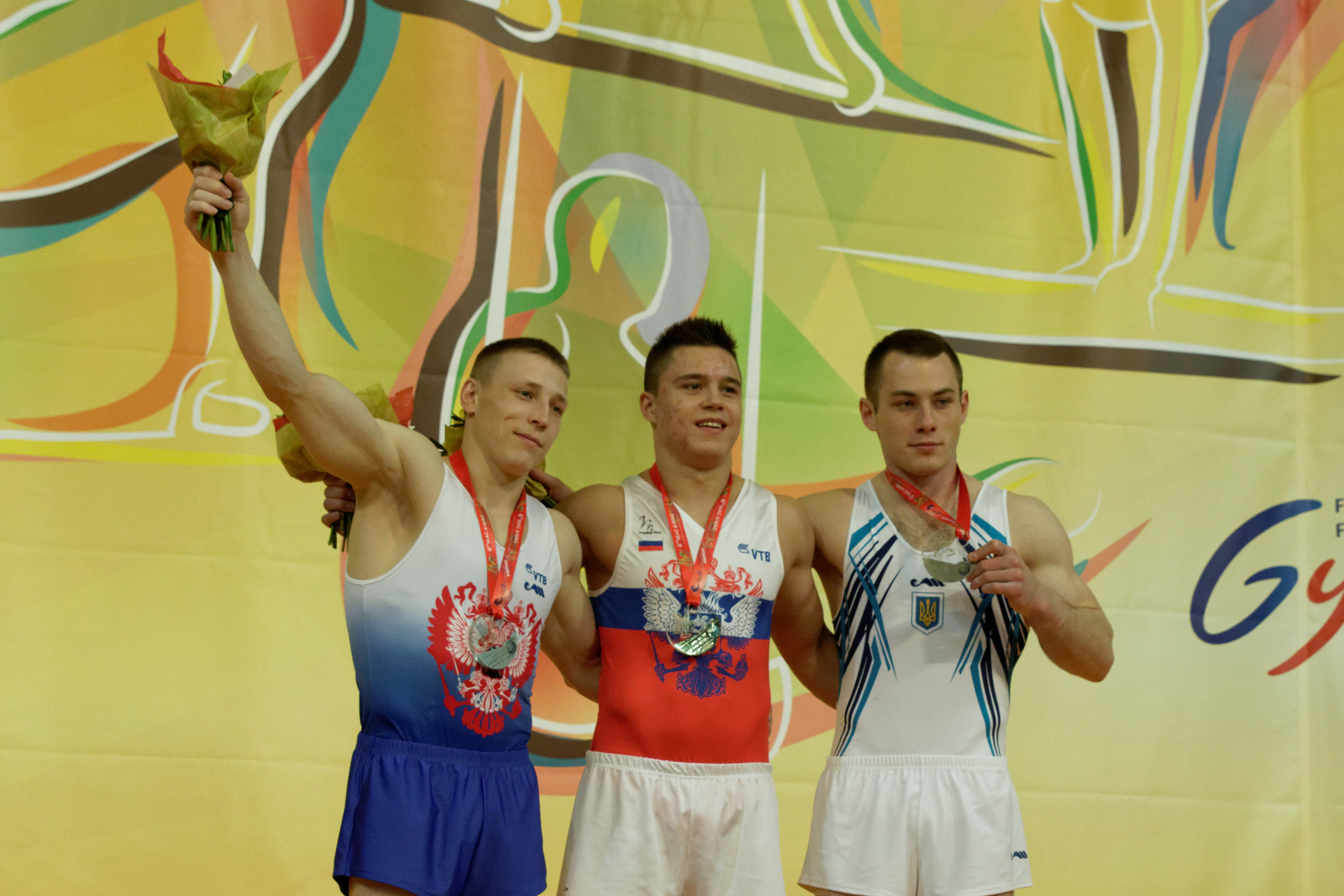
Podium

| Rang              | Gymnaste          | Pays        | Score D | Score E | Pén.   | Score 1 | Score D | Score E | Pén.   | Score 2 | Total  |
| ----------------- | ----------------- | ----------- | ------- | ------- | ------ | ------- | ------- | ------- | ------ | ------- | ------ |
| Médaille d'or     | Nikita Nagornyy   | Russie      | 6.0     | 9.266   |        | 15.266  | 5.6     | 9.333   |        | 14.933  | 15.099 |
| Médaille d'argent | Denis Ablyazin    | Russie      | 6.4     | 8.800   | 0.3    | 14.900  | 6.2     | 9.066   |        | 15.266  | 15.083 |
| Médaille d'argent | Ihor Radivilov    | Ukraine     | 6.0     | 9.266   |        | 15.266  | 6.0     | 9.200   | 0.3    | 14.900  | 15.083 |
| 4                 | Artur Davtyan     | Arménie     | 6.0     | 9.058   | 0.3    | 14.758  | 6.0     | 8.908   | 0.1    | 14.808  | 14.783 |
| 5                 | Kristian Thomas   | Royaume-Uni | 6.0     | 8.733   | 0.3    | 14.433  | 5.6     | 8.966   |        | 14.566  | 14.499 |
| 6                 | Benjamin Gischard | Suisse      | 5.6     | 8.000   |        | 13.600  | 5.6     | 9.166   |        | 14.766  | 14.183 |
| 7                 | Andrey Medvedev   | Israël      | 5.6     | 7.766   |        | 13.366  | 6.0     | 8.400   | 0.1    | 14.300  | 13.833 |
| 8                 | Matthias Fahrig   | Allemagne   | 6.0     | 7.600   | 0.3    | 13.300  | 5.5     | 8.733   | 0.3    | 14.033  | 13.666 |
| Rang              | Gymnaste          | Pays        | Saut 1  | Saut 1  | Saut 1 | Saut 1  | Saut 2  | Saut 2  | Saut 2 | Saut 2  | Total  |

#### Barres parallèles

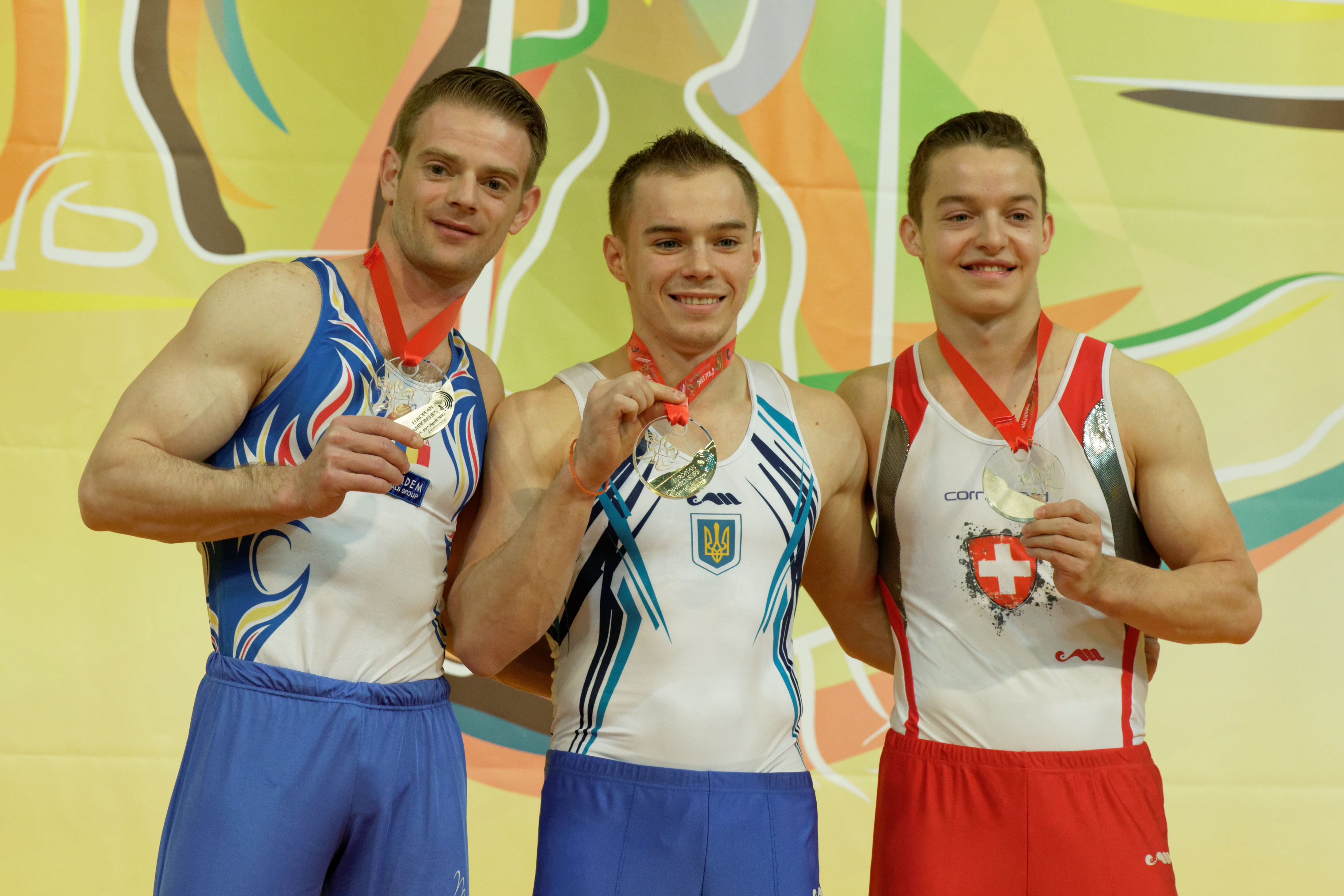
podium

| Rang              | Gymnaste             | Pays        | Score D | Score E | Pén. | Total  |
| ----------------- | -------------------- | ----------- | ------- | ------- | ---- | ------ |
| Médaille d'or     | Oleh Vernyayev       | Ukraine     | 6.900   | 8.966   |      | 15.866 |
| Médaille d'argent | Marius Berbecar      | Roumanie    | 6.700   | 8.600   |      | 15.300 |
| Médaille d'argent | Christian Baumann    | Suisse      | 6.400   | 8.900   |      | 15.300 |
| 4                 | Oleq Stepko          | Azerbaïdjan | 6.500   | 8.766   |      | 15.266 |
| 5                 | Andrei Muntean       | Roumanie    | 6.600   | 8.533   |      | 15.133 |
| 6                 | Petro Pakhnyuk       | Azerbaïdjan | 6.500   | 8.466   |      | 14.966 |
| 7                 | Ferhat Arıcan        | Turquie     | 6.200   | 7.633   |      | 13.833 |
| 8                 | Aliaksandr Tsarevich | Biélorussie | 4.000   | 8.733   |      | 12.733 |

#### Barre fixe

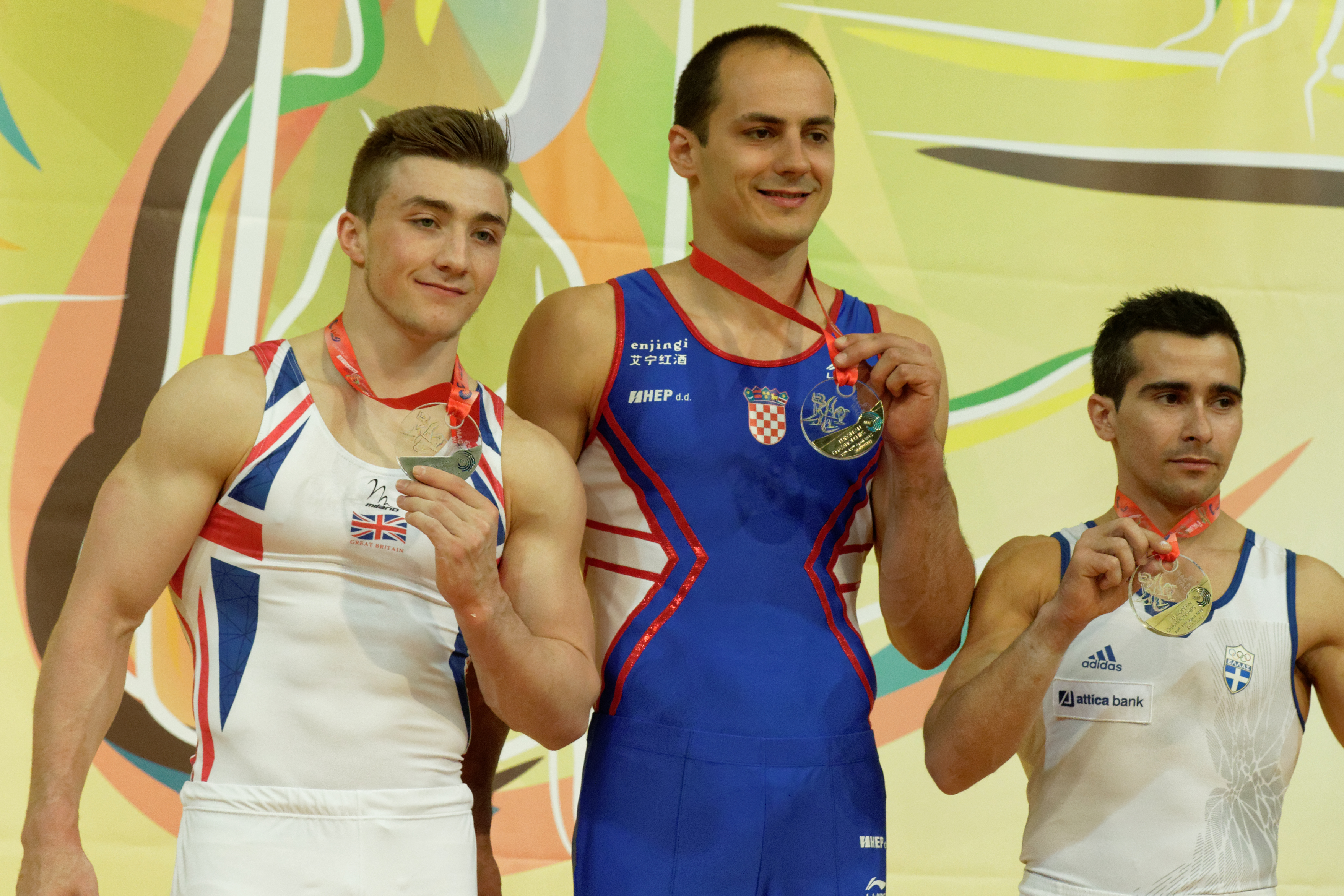
Podium

| Rang               | Gymnaste             | Pays        | Score D | Score E | Pén. | Total  |
| ------------------ | -------------------- | ----------- | ------- | ------- | ---- | ------ |
| Médaille d'or      | Marijo Moznik        | Croatie     | 6.700   | 8.133   |      | 14.833 |
| Médaille d'argent  | Sam Oldham           | Royaume-Uni | 6.500   | 8.266   |      | 14.766 |
| Médaille de bronze | Vlasios Maras        | Grèce       | 6.600   | 8.066   |      | 14.666 |
| 4                  | Aliaksandr Tsarevich | Biélorussie | 6.700   | 7.933   |      | 14.633 |
| 5                  | Alexander Shatilov   | Israël      | 6.500   | 8.066   |      | 14.566 |
| 6                  | Kristian Thomas      | Royaume-Uni | 6.500   | 7.533   |      | 14.033 |
| 7                  | Axel Augis           | France      | 6.300   | 7.466   |      | 13.766 |
| 8                  | Pablo Brägger        | Suisse      | 6.000   | 6.433   |      | 12.433 |
| 9                  | Dzmitry Barkalau     | Biélorussie | 5.800   | 6.233   |      | 12.033 |

### Femmes

#### Concours général individuel
| Rang               | Gymnaste            | Pays        | Saut   | Barres asymétriques | Poutre | Sol    | Total  |
| ------------------ | ------------------- | ----------- | ------ | ------------------- | ------ | ------ | ------ |
| Médaille d'or      | Giulia Steingruber  | Suisse      | 15.266 | 13.666              | 14.375 | 14.566 | 57.873 |
| Médaille d'argent  | Maria Kharenkova    | Russie      | 13.933 | 14.066              | 15.000 | 14.133 | 57.132 |
| Médaille de bronze | Ellie Downie        | Royaume-Uni | 14.833 | 14.233              | 13.891 | 13.666 | 56.623 |
| 4                  | Erika Fasana        | Italie      | 14.533 | 13.500              | 13.941 | 14.500 | 56.474 |
| 5                  | Marta Pihan-Kulesza | Pologne     | 13.733 | 13.966              | 13.333 | 14.166 | 55.198 |
| 6                  | Claudia Fragapane   | Royaume-Uni | 14.533 | 13.400              | 12.433 | 14.533 | 54.899 |
| 7                  | Laura Jurca         | Roumanie    | 14.766 | 12.866              | 13.500 | 13.733 | 54.865 |
| 8                  | Ana Filipa Martins  | Portugal    | 13.833 | 13.733              | 13.300 | 13.833 | 54.699 |
| 9                  | Martina Rizzelli    | Italie      | 14.333 | 13.900              | 13.100 | 13.333 | 54.666 |
| 10                 | Diana Bulimar       | Roumanie    | 13.766 | 13.533              | 13.666 | 13.666 | 54.631 |
| 11                 | Loan His            | France      | 13.958 | 13.966              | 12.666 | 13.533 | 54.123 |
| 12                 | Eythora Thorsdottir | Pays-Bas    | 13.700 | 13.966              | 13.466 | 12.666 | 53.798 |
| 13                 | Daria Spiridonova   | Russie      | 13.700 | 15.350              | 12.166 | 12.300 | 53.516 |
| 14                 | Ana Pérez Campos    | Espagne     | 13.766 | 12.966              | 13.466 | 12.466 | 52.664 |
| 15                 | Ainhoa Carmona      | Espagne     | 13.600 | 12.700              | 13.266 | 12.500 | 52.066 |
| 16                 | Claire Martin       | France      | 12.700 | 11.666              | 13.766 | 13.833 | 51.965 |
| 17                 | Barbora Mokosova    | Slovaquie   | 13.700 | 12.900              | 12.700 | 12.566 | 51.866 |
| 18                 | Pauline Tratz       | Allemagne   | 13.900 | 11.800              | 12.500 | 13.266 | 51.466 |
| 19                 | Houry Gebeshian     | Arménie     | 13.633 | 12.666              | 12.266 | 12.633 | 51.198 |
| 20                 | Dyonnailys Supriana | Pays-Bas    | 13.500 | 12.766              | 11.700 | 13.100 | 51.066 |
| 21                 | Jessica Diacci      | Suisse      | 12.600 | 12.066              | 13.300 | 12.933 | 50.899 |
| 22                 | Kitti Honti         | Hongrie     | 13.266 | 12.733              | 11.566 | 12.600 | 50.165 |
| 23                 | Krystyna Sankova    | Ukraine     | 13.800 | 11.300              | 10.833 | 13.433 | 49.366 |
| 24                 | Jonna Adlerteg      | Suède       | -      | -                   | -      | 11.166 | 11.166 |

#### Saut de cheval
| Rang               | Gymnaste           | Pays        | Score D | Score E | Pén.   | Score 1 | Score D | Score E | Pén.   | Score 2 | Total  |
| ------------------ | ------------------ | ----------- | ------- | ------- | ------ | ------- | ------- | ------- | ------ | ------- | ------ |
| Médaille d'or      | Maria Paseka       | Russie      | 6.4     | 8.700   |        | 15.100  | 6.3     | 9.100   |        | 15.400  | 15.250 |
| Médaille d'argent  | Giulia Steingruber | Suisse      | 6.2     | 9.133   |        | 15.333  | 5.8     | 9.166   |        | 14.966  | 15.149 |
| Médaille de bronze | Ksenia Afanasyeva  | Russie      | 6.3     | 9.033   | 0.1    | 15.233  | 5.6     | 9.000   | 0.1    | 14.500  | 14.866 |
| 4                  | Noël van Klaveren  | Pays-Bas    | 5.8     | 8.900   |        | 14.700  | 5.6     | 8.866   |        | 14.466  | 14.583 |
| 5                  | Ellie Downie       | Royaume-Uni | 5.8     | 9.033   |        | 14.833  | 5.2     | 9.000   |        | 14.200  | 14.516 |
| 6                  | Claudia Fragapane  | Royaume-Uni | 5.8     | 8.766   | 0.1    | 14.466  | 5.2     | 8.500   |        | 13.700  | 14.083 |
| 7                  | Camille Bahl       | France      | 5.8     | 9.000   |        | 14.800  | 4.6     | 8.733   |        | 13.333  | 14.066 |
| 8                  | Teja Belak         | Slovénie    | 5.8     | 7.566   |        | 13.366  | 5.3     | 7.766   |        | 13.066  | 13.216 |
| Rang               | Gymnaste           | Pays        | Saut 1  | Saut 1  | Saut 1 | Saut 1  | Saut 2  | Saut 2  | Saut 2 | Saut 2  | Total  |

#### Barres asymétriques
| Rang               | Gymnaste           | Pays        | Score D | Score E | Pén. | Total  |
| ------------------ | ------------------ | ----------- | ------- | ------- | ---- | ------ |
| Médaille d'or      | Daria Spiridonova  | Russie      | 6.7     | 8.766   |      | 15.466 |
| Médaille d'argent  | Becky Downie       | Royaume-Uni | 6.7     | 8.533   |      | 15.233 |
| Médaille de bronze | Sanne Wevers       | Pays-Bas    | 5.6     | 8.600   |      | 14.200 |
| 4                  | Ellie Downie       | Royaume-Uni | 5.9     | 8.200   |      | 14.100 |
| 5                  | Martina Rizzelli   | Italie      | 6.0     | 7.933   |      | 13.933 |
| 6                  | Giulia Steingruber | Suisse      | 5.7     | 8.066   |      | 13.766 |
| 7                  | Maria Kharenkova   | Russie      | 6.1     | 7.333   |      | 13.433 |
| 8                  | Loan His           | France      | 5.8     | 5.866   |      | 11.666 |

#### Poutre

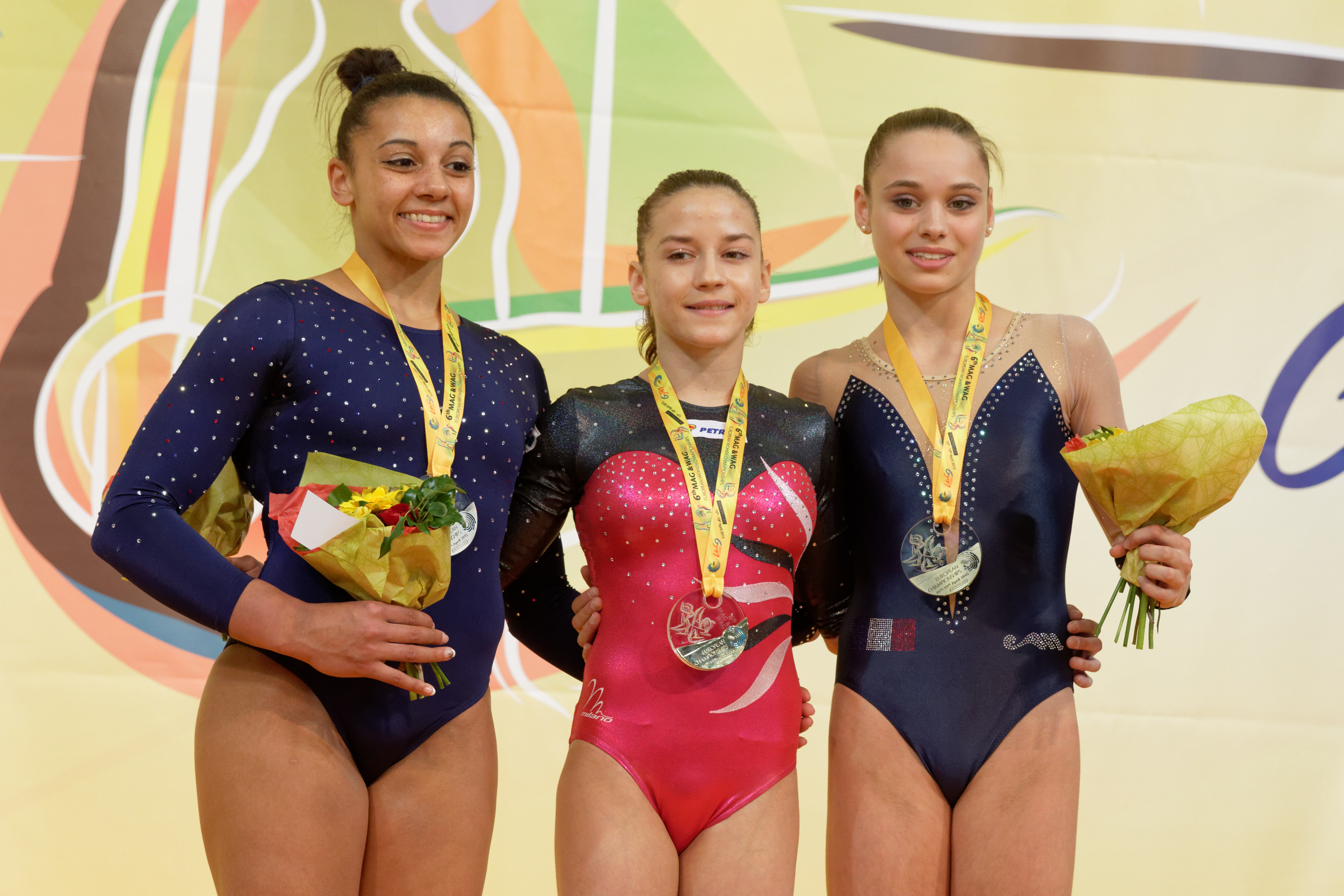
Podium

| Rang               | Gymnaste          | Pays        | Score D | Score E | Pén. | Total  |
| ------------------ | ----------------- | ----------- | ------- | ------- | ---- | ------ |
| Médaille d'or      | Andreea Munteanu  | Roumanie    | 6.100   | 8.266   |      | 14.366 |
| Médaille d'argent  | Becky Downie      | Royaume-Uni | 6.000   | 8.300   |      | 14.300 |
| Médaille de bronze | Claire Martin     | France      | 5.800   | 8.400   |      | 14.200 |
| 4                  | Claudia Fragapane | Royaume-Uni | 5.600   | 8.300   |      | 13.900 |
| 5                  | Vasilikí Milloúsi | Grèce       | 5.900   | 7.366   |      | 13.233 |
| 6                  | Maria Kharenkova  | Russie      | 5.600   | 7.600   |      | 13.200 |
| 7                  | Pauline Schäfer   | Allemagne   | 5.700   | 7.400   |      | 13.100 |
| 8                  | Sanne Wevers      | Pays-Bas    | 5.300   | 6.700   |      | 11.900 |

#### Sol
| Rang               | Gymnaste            | Pays        | Score D | Score E | Pén. | Total  |
| ------------------ | ------------------- | ----------- | ------- | ------- | ---- | ------ |
| Médaille d'or      | Ksenia Afanasyeva   | Russie      | 6.300   | 8.433   |      | 14.733 |
| Médaille d'argent  | Claudia Fragapane   | Royaume-Uni | 6.300   | 8.333   |      | 14.633 |
| Médaille de bronze | Giulia Steingruber  | Suisse      | 6.000   | 8.466   |      | 14.466 |
| 4                  | Erika Fasana        | Italie      | 6.000   | 8.300   |      | 14.300 |
| 5                  | Marta Pihan-Kulesza | Pologne     | 6.000   | 8.233   |      | 14.233 |
| 6                  | Amy Tinkler         | Royaume-Uni | 5.900   | 8.100   |      | 14.000 |
| 7                  | Maria Kharenkova    | Russie      | 5.800   | 8.233   |      | 13.933 |
| 8                  | Andreea Munteanu    | Roumanie    | 5.500   | 8.366   |      | 13.866 |

## Tableaux des médailles
| Rang  | Nation      | Or | Argent | Bronze | Total |
| ----- | ----------- | -- | ------ | ------ | ----- |
| 1     | Royaume-Uni | 2  | 1      | 1      | 4     |
| 2     | Ukraine     | 2  | 1      | 0      | 3     |
| 3     | Russie      | 1  | 4      | 0      | 5     |
| 4     | Grèce       | 1  | 0      | 1      | 2     |
| 5     | Croatie     | 1  | 0      | 0      | 1     |
| 6     | Suisse      | 0  | 1      | 1      | 2     |
| =7    | Arménie     | 0  | 1      | 0      | 1     |
| =7    | France      | 0  | 1      | 0      | 1     |
| =7    | Roumanie    | 0  | 1      | 0      | 1     |
| 10    | Italie      | 0  | 0      | 1      | 1     |
| TOTAL | TOTAL       | 7  | 10     | 4      | 21    |

| Rang  | Nation      | Or | Argent | Bronze | Total |
| ----- | ----------- | -- | ------ | ------ | ----- |
| 1     | Russie      | 3  | 1      | 1      | 5     |
| 2     | Suisse      | 1  | 1      | 1      | 3     |
| 3     | Roumanie    | 1  | 0      | 0      | 1     |
| 4     | Royaume-Uni | 0  | 3      | 1      | 4     |
| 5     | Pays-Bas    | 0  | 0      | 1      | 1     |
| 5     | France      | 0  | 0      | 1      | 1     |
| TOTAL | TOTAL       | 5  | 5      | 5      | 15    |

### Confondu
| Rang  | Nation      | Or | Argent | Bronze | Total |
| ----- | ----------- | -- | ------ | ------ | ----- |
| 1     | Russie      | 4  | 5      | 1      | 10    |
| 2     | Royaume-Uni | 2  | 4      | 2      | 8     |
| 3     | Ukraine     | 2  | 1      | 0      | 3     |
| 4     | Suisse      | 1  | 2      | 2      | 5     |
| 5     | Roumanie    | 1  | 1      | 0      | 2     |
| 6     | Grèce       | 1  | 0      | 1      | 2     |
| 7     | Croatie     | 1  | 0      | 0      | 1     |
| 8     | France      | 0  | 1      | 1      | 2     |
| 9     | Arménie     | 0  | 1      | 0      | 1     |
| =10   | Italie      | 0  | 0      | 1      | 1     |
| =10   | Pays-Bas    | 0  | 0      | 1      | 1     |
| TOTAL | TOTAL       | 12 | 15     | 9      | 36    |